# Lactitol
Lactitolul este un alditol (alcool polihidroxilic) derivat de la lactoză, care prezintă mai multe utilizări, ca îndulcitor și ca laxativ.

## Utilizări
Lactitolul este utilizat ca îndulcitor și prezintă aproximativ 30–40% din dulceața  zaharozei.

### Utilizări medicale
Lactitolul este utilizat ca excipient în unele medicamente.
De asemenea, compusul prezintă un efect laxativ, fiind utilizat în unele state în tratamentul constipației. În februarie 2020, FDA a aprobat utilizarea sa în Statele Unite pentru tratamentul constipației cronice idiopatice la adulți. Calea de administrare disponibilă este cea orală.